# Sciuro-hypnum tromsoeense
Sciuro-hypnum tromsoeense là một loài Rêu trong họ Brachytheciaceae. Loài này được (Kaurin & Arnell) Draper & Hedenas mô tả khoa học đầu tiên năm 2008.